# ترينيداد (كولورادو)
ترينيداد (بالإنجليزية: Trinidad)‏ هي مدينة تقع في مقاطعة لاس أنيماس - مقر المقاطعة بولاية كولورادو في الولايات المتحدة. تبلغ مساحتها 16.3 (كم²)، وترتفع عن سطح البحر 1832 م، بلغ عدد سكانها 9078 نسمة في عام 2000 حسب إحصاء مكتب تعداد الولايات المتحدة وتصل الكثافة السكانية فيها 556.9 نسمة/كم2.

## أعلام
- إريك هوكينز
- جريج براونينج
- ديفيد لويس
- باستر آدامز
- بينيت كوهن